# Cita Galič
Cita Galič, slovenska glasbenica in avtorica, * 26. februar 1956, Celje.

## Življenjepis
Rojena 26. februarja 1956 v Celju, prva otroška leta je preživela v Marija Reki, od svojega četrtega leta do poroke pa je s starši in mlajšo sestro živela v Trbovljah, kjer je obiskovala osnovno šolo ter nižjo glasbeno šolo za citre in klavir. Šolanje je nadaljevala na Srednji glasbeni šoli in na Akademiji za glasbo v Ljubljani. Leta 1978, po poroki z Jožetom Galičem, se je zaposlila kot učiteljica na Glasbeni šoli Ravne na Koroškem, kjer je – s triletno prekinitvijo, ko je bila zaposlena kot organizatorka kulture pri Zvezi kulturnih organizacij Dravograd – ostala vse do leta 1992. Poučevala je nauk o glasbi, klavir, kitaro in citre. Desetletje in pol je bila tudi učiteljica na Slovenski glasbeni šoli na avstrijskem Koroškem. Leta 1981 in leta 1986 sta se Citi in Jožetu rodila hči Katarina in sin Marko. Družina Galič se je leta 1992 preselila v Šempeter v Savinjski dolini, Jožetov rojstni kraj. Cita se je še bolj posvetila poučevanju citer v različnih krajih Slovenije ter ansambelskim in solističnim nastopom.

## Dejavnosti

### Slovenska ljudska glasba
Z domačimi vižami in napevi se je Cita Galič srečala že zelo zgodaj v Marija Reki – in v veliki meri zaradi njih ostala povezana s tem krajem vse do danes. Bila je pobudnica ustanovitve in prva predsednica tamkajšnjega kulturnega društva, voditeljica Ljudskih pevcev iz Marija Reke ter avtorica in gonilna sila tradicionalne prireditve Pod Reško planino veselo živimo. Na Radiu Goldi Prebold je sedem let vodila oddajo ljudske glasbe Pojemo in godemo. Kot citrarka in umetniški vodja je posnela veliko slovenskih ljudskih pesmi: z Ljudskimi pevci iz Marija Reke, s Tercetom Ansambla Slovenija, Vokalnim kvintetom Ajda, Kvartetom Zven… in seveda z Družino Galič ter tudi povsem sama ali v duetu z orgličarjem in pevcem Jožetom Galičem.

### Narodnozabavna glasba
S narodnozabavno zvrstjo se je začela ukvarjati kot citrarka, pevka, avtorica in vodja ansambla Prijatelji izpod Reške planine, ki je v letih 1976–1977 prepričljivo zmagoval na ptujskem in števerjanskem festivalu. Obdobje 1977–1997 je  zaznamovala njena vloga citrarke, klaviaturistke in pevke v Ansamblu Slovenija, s katerim je dosegla največjo razpoznavnost in priljubljenost. Od leta 1997 je članica pretežno studijskega ansambla Jože Galič & Glasba iz Slovenije, v zadnjih dveh desetletjih pa še ustanoviteljica ter članica Dam domače glasbe. Tudi sama snema tematsko zaokrožene plošče z izbori narodnozabavnih skladb. Občasno je članica strokovnih komisij na festivalih te glasbene zvrsti.

### Zborovska glasba
Cita Galič je doslej vodila vrsto večjih in manjših pevskih sestavov: že omenjene Ljudske pevce iz Marija Reke, Dekliški pevski zbor Dravograd, Dekliški pevski zbor Edinost Pliberk, Vokalni kvintet Ajda, Kvartet Zven in še nekatere.

### Ostale zvrsti glasbe
Je ena redkih citrarjev oziroma citrark, ki je kot gostujoča solistka igrala s pihalnimi (Trbovlje, Slovenska vojska) in simfoničnimi (Domžale / Kamnik, Opera & Balet SNG Maribor) orkestri. Z malim zabavnim orkestrom je sredi 90-ih let posnela ploščo Najlepše melodije sveta.

### Avtorstvo
Cita Galič je avtorica glasbe in besedil za narodnozabavno glasbo ter avtorica priredb za to in številne druge zvrsti glasbe, zlasti za ljudsko in zborovsko. Posebej pa velja omeniti njene priredbe za citre ter kar nekaj učbenikov in notnih zbirk za ta instrument: Začetna šola za citre, Sto slovenskih pesmi za citre, Najlepše melodije sveta, Najlepše melodije Slovenije 1, 2, 3, 4, Priročnik Po lestvi(ci) gor in dol… Bila je vodja študijske skupine za citre pri Zavodu za šolstvo Republike Slovenije, kjer je odločilno sodelovala pri pripravi učnega načrta za to glasbilo in za njegovo umestitev v programe glasbenega šolstva. Je članica strokovnih komisij na tekmovanjih citrarjev.

### Delo v društvih
Cita Galič je bila ustanoviteljica in prva predsednica Kulturnega društva Marija Reka, je častna članica Citrarskega društva Slovenije, že vse od ustanovitve leta 2000 pa predsednica KUD Glasba iz Slovenije, katerega temeljni namen je ohranjanje in razvoj slovenske glasbe. Je tudi pobudnica tradicionalne prireditve in radijske oddaje z naslovom Slovenski citrarski večer. Ta je doslej gostoval na Prevaljah, v Lučah ob Savinji, Apačah, Grižah, Domžalah, Brežicah, Solčavi…

### Nastopi, turneje, snemanja
Po nastopih na Veselem toboganu (1968) in Prvem aplavzu (1974) je Cita Galič kot glasbenica nastopala v domala vseh večjih in manjših slovenskih krajih, še zlasti z Ansamblom Slovenija in Družino Galič pa je slovensko glasbo ponesla tudi v svet. Po Evropi v Italijo, Švico, Nemčijo, Avstrijo, Srbijo, Belgijo, Veliko Britanijo, na Švedsko, Hrvaško, Madžarsko, Nizozemsko…, širše pa še v Kanado, Argentino, Urugvaj, Brazilijo in Avstralijo. Nastopila je v nekaj sto radijskih in televizijskih oddajah ter posnela 52 vinilnih plošč, kaset in CD plošč.

## KnjigaCita / S citrami po lestvici življenja
Leta 2021 je v sozaložbi Grafike Gracer iz Celja in KUD Glasba iz Slovenije iz Šempetra v Savinjski dolini izšla knjiga Jožeta Galiča z naslovom Cita / S citrami po lestvici življenja. V njej je podrobno opisana glasbena kariera umetnice od prvih začetkov do današnjih dni.

## Vir
Pripravilo: Kulturno umetniško društvo Glasba iz Slovenije; Katarina Van Der Linden, prof. glasbe, skrbnica arhiva društva; oktober 2022